# Estrecho de Hécate
El estrecho de Hécate (en inglés, Hecate Strait; en lengua haida,  Seegaay) es un ancho pero poco profundo estrecho marino localizado entre las dos grandes islas del archipiélago de la Haida Gwaii y el territorio continental de la Columbia Británica, en la costa del Pacífico de Canadá.

## Geografía
El estrecho de Hécate está limitado: 
- al este, el lado continental,  por muchas islas costeras, como Aristazabal (420 km²), Princesa Real (2 251 km²), Price (122 km²), Campania (127 km²), el Grupo Estevan, Banks (1005 km²), Farrant, McCauley, Pitt (1368 km²), Porcher (518 km²), Prescott y Stephens, separadas por una red bastante intrincada de pequeños canales.
- al oeste, por la isla Graham y la isla Moresby;
- al norte, por la entrada Dixon;
- al sur, por el sound de la Reina Carlota (Queen Charlotte Sound).

Tiene unos 260 km de longitud y alrededor de 140 km de anchura, en su extremo sur, ya que se va estrechando hacia el norte hasta unos 48 km.
Según el «BC Geographical Names Information System» (BCGNIS), el límite sur del estrecho de Hécate se define como una línea que va desde el extremo sur de la isla Prince hasta el cabo St James, en la isla Kunghit, el punto más meridional de las islas del archipiélago de la Reina Carlota. El límite norte es una línea desde punta Rose, el extremo noreste de la isla Graham, hasta la punta Hooper, en el extremo norte de la isla Stephens, una pequeña isla costera próxima al continente.

## Historia
La navegación en el estrecho de Hécate, al ser muy poco profundo, es especialmente susceptible a las tormentas y el clima violento. Los haida habrían cruzado el estrecho de Hécate hacia el continente para saquear las aldeas costeras y conseguir esclavos y botín, y dado que solamente ellos conocían verdaderamente las corrientes del estrecho, no podían ser seguidos fácilmente por las tribus de tierra firme. Por ello, el estrecho de Hécate fue una de las principales defensas de los haida de los ataques.[cita requerida]
Los miembros de la expedición científica del español Jacinto Caamaño fueron los primeros europeo en navegar el estrecho en 1792.
El estrecho de Hécate fue nombrado por el capitán inglés George Henry Richards (1820–96), en 1861 o 1862, en honor a su velero de exploración, el HMS Hecate, bautizado por la diosa griega Hécate. Entre 1857 y 1862, Richards fue hidrógrafo de la costa de Columbia Británica y también segundo comisionado británico de la « San Juan Islands Boundary Commission». En ese tiempo seleccionó y nombró docenas de accidentes geográficos de la costa de Columbia.

## Geología
Durante la última Edad de Hielo, el fondo marino en esta área fue una amplia llanura costera que se extiende al sur de la península Olímpica y que incluía lo que hoy es el Queen Charlotte Sound.

## Actividades económicas
Durante los años 1950 y 1960, se llevaron a cabo en el sur del estrecho de Hécate la extracción de petróleo. Estos pozos fueron abandonados en 1972.

## Flora y fauna
El estrecho tiene grandes pesquería de salmón y de fletán. 
El estrecho de Hécate es uno de los pocos lugares en el mundo con especies de esponjas vítreas. Las regiones con estas esponjas están protegidas contra daños de la pesca comercial. 